# لینا لوتزن

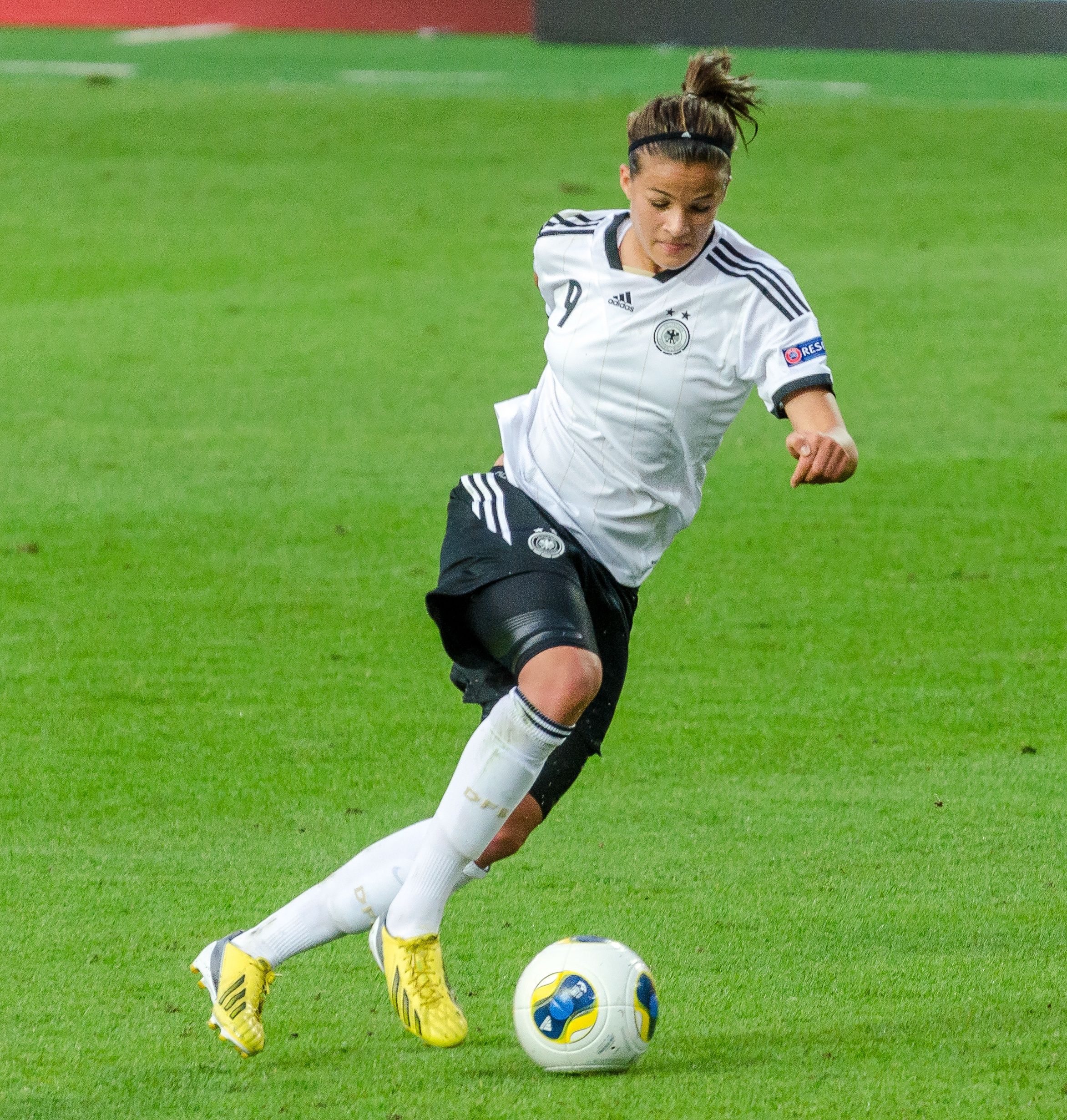
لوتزن در رقابتهای یوفا ۲۰۱۳

لینا لوتزن (به آلمانیLena Lotzen: ، زادهٔ ۱۱ سپتامبر ۱۹۹۳) مهاجم فوتبال اهل کشور آلمان است.وی همکنون برای باشگاه فوتبال زنان بایرن مونیخ بازی میکند.

## پیشه

### پیشهٔ بین‌المللی
با زدن ۵ گل برای تیم ملی زیر ۱۹ سال آلمان که قهرمان جام یوفا زیر ۱۹ سال زنان شد برترین گلزن این رقابتها شد. او اولین بازی خود را برای تیم ملی بزگسالان آلمان در ۲۹ فوریهٔ ۲۰۱۲ و در مقابل تیم ایسلند و در رقابتهای جام آلگاروه ۲۰۱۲ انجام داد.

#### گل‌های بین‌المللی
Scores and results list Germany's goal tally first:
| گل‌های لینا لوتزن– برای تیم ملی آلمان | گل‌های لینا لوتزن– برای تیم ملی آلمان | گل‌های لینا لوتزن– برای تیم ملی آلمان | گل‌های لینا لوتزن– برای تیم ملی آلمان | گل‌های لینا لوتزن– برای تیم ملی آلمان | گل‌های لینا لوتزن– برای تیم ملی آلمان | گل‌های لینا لوتزن– برای تیم ملی آلمان      |
| #                                    | تاریخ                                | مکان                                 | حریف                                 | گل                                   | نتیجه                                | رقابت                                     |
| ------------------------------------ | ------------------------------------ | ------------------------------------ | ------------------------------------ | ------------------------------------ | ------------------------------------ | ----------------------------------------- |
| 1.                                   | 14 July 2013                         | وکفو, سوئد                           | ایسلند                               | 1–0                                  | 3–0                                  | مسابقات فوتبال زنان اروپا ۲۰۱۳            |
| 2.                                   | 5 April 2014                         | دوبلین, ایرلند                       | جمهوری ایرلند                        | 2–1                                  | 3–2                                  | 2015 FIFA Women's World Cup qualification |
| 3.                                   | 10 April 2014                        | مانهایم, آلمان                       | اسلوونی                              | 3–0                                  | 4–0                                  | 2015 FIFA Women's World Cup qualification |
| 4.                                   | 19 June 2014                         | ونکوور, کانادا                       | کانادا                               | 1–0                                  | 2–1                                  | دوستانه                                   |